# Mosel-Radweg
Der Mosel-Radweg ist ein deutscher Radfernweg entlang der Mosel zwischen Perl im Saarland, Trier, Bernkastel-Kues, Cochem und der Moselmündung in den Rhein am Deutschen Eck in Koblenz in Rheinland-Pfalz.
Auf der französischen Seite der Mosel führt er als Chemin de la Moselle weiter bis nach Thionville und als Etappe des Voie Bleue Mosel-Saône (V50) weiter bis nach Metz in Grand Est. Auf der luxemburgischen Seite verläuft zwischen Schengen und Wasserbillig ein Teilstück der Piste cyclable des Trois Rivières (PC3).
Die Gesamtlänge ab Metz beträgt 311 km, die des deutschen Teils 239 km. Die Radwanderroute ist ein typischer Flussradweg ohne nennenswerte Steigungen. Der deutsche Teil wird über asphaltierte Radwege, entweder auf eigener Trasse oder straßenbegleitend geführt.

## Obere Mosel
Vor Metz gibt es nur vereinzelt Radwege entlang der Mosel. Auf meist ruhigen Landstraßen ist Metz aber relativ gut zu erreichen:
- Der auf etwa 600 m Höhe gelegene Ort Bussang ist nur ca. 4 km von der Quelle entfernt. Vom ehemaligen Bahnhof führt ein beschilderter Bahntrassenradweg bis Remiremont (33 km).
- Von Remiremont auf die ruhige D42 auf der rechten Moselseite nach Éloyes und Épinal (27 km).
- In Epinal befindet sich das Ende des Stichkanals Canal des Vosges. Ihm kann man auf Radwegen bis zur Schleuse 33 bei Socourt folgen (32 km).
- Bei der Kanalbrücke auf die Landstraße D570 wechseln und dieser für 30 km folgen. In Richardménil halblinks abbiegen auf die D115 in Richtung Messein. Etwa 1,5 km nach Richardménil kommt man an eine Schleuse.
- An der Schleuse rechts abbiegen und dem ausgeschilderten, asphaltierten Radweg am rechten Ufer des Canal de jonction de Nancy bis Laneuveville-devant-Nancy folgen. Die Route weicht hier von der Mosel ab und durchquert Nancy um den weiten Moselbogen um die Stadt abzuschneiden. Gleich nach der Brücke scharf links und dem Treidelweg am Marne-Rhein-Kanal nach Nancy folgen (16 km).
- In Nancy führt der Radweg am linken Ufer der Meurthe (nicht am Kanal!) weiter bis zur Mündung in die Mosel bei Pompey bis zur Ortschaft Custines (14 km).
- Ab hier weiter auf der D40 am rechten Moselufer bis Pont-à-Mousson (6 km).
- Ab Pont-à-Mousson weiter auf der D657 bis Jouy-aux-Arches, kurz vor Metz (11 km).
- In Jouy-aux-Arches führt hinter dem riesigen römischen Aquädukt ein Weg links zur Mosel. Der Treidelpfad am rechten bzw. linken Ufer eines kleinen Kanals führt bis ins Zentrum von Metz.

## Streckenverlauf ab Metz

### Metz – Thionville
Seit September 2010 ist auf diesem Teilstück ein neuer Radweg fertig. Er verläuft weitgehend auf der linken Moselseite und beginnt in Metz auf Höhe des Campingplatzes im Stadtzentrum. Er ist zum größten Teil asphaltiert und gut zu befahren.
(Länge: 34 km; Metz auf 173 m, Thionville auf 159 m Höhe).

### Thionville – Perl/Schengen
Ab Thionville ist die Radroute meist auf beiden Moselseiten als Moselradweg gut ausgeschildert. Sie verläuft in Moselnähe auf Treidelpfaden, ruhigen Landstraßen oder asphaltierten Wirtschaftswegen. Es werden die Ortschaften Malling, Contz-les-Bains und Sierck-les-Bains passiert, bevor Perl auf der deutschen Moselseite bzw. Schengen auf der luxemburgischen Seite erreicht wird.
(Länge: 21 km; Thionville auf 159 m, Perl auf 146 m Höhe).

### Perl/Schengen – Trier

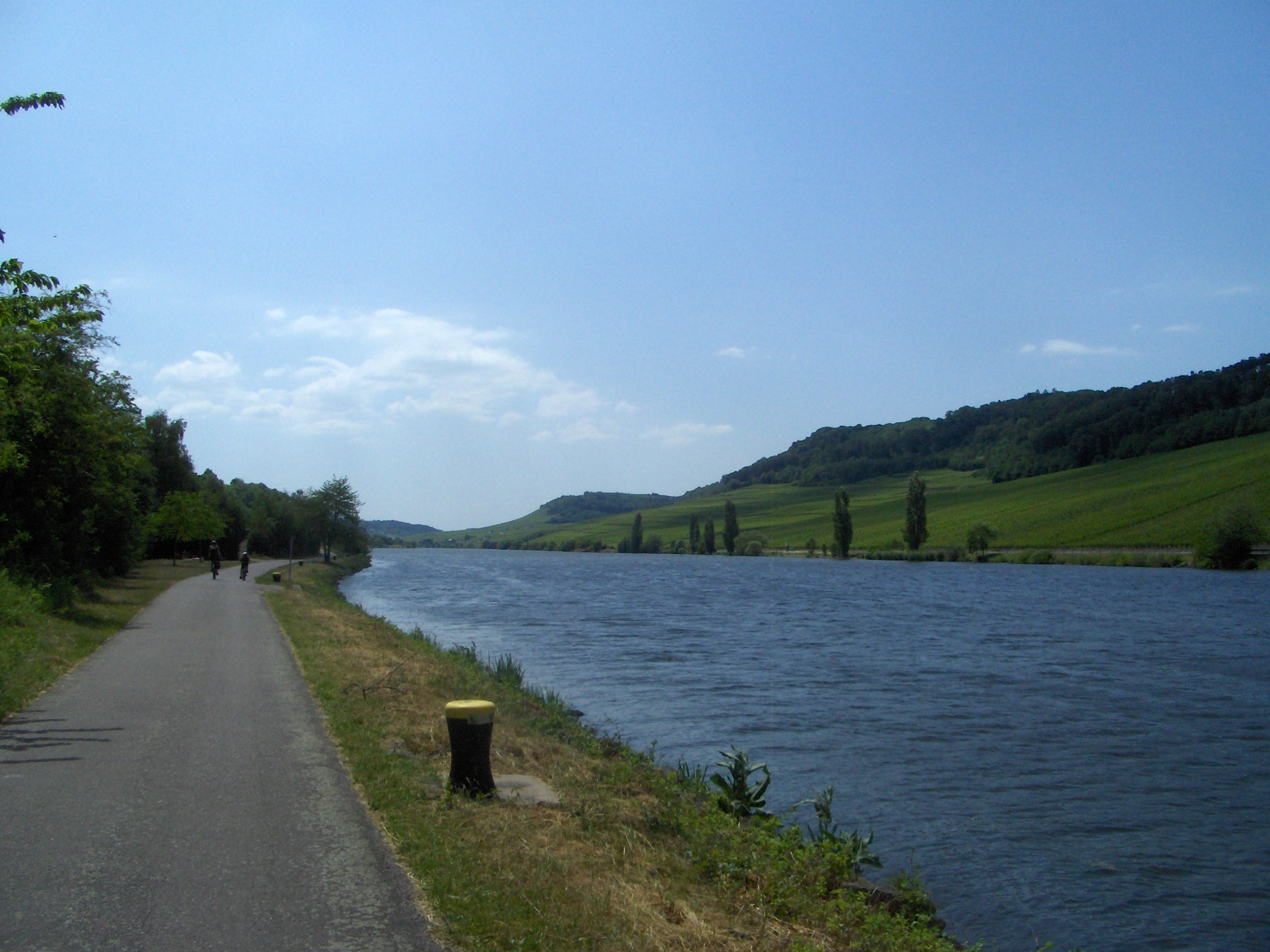
Der Moselradweg bei Nittel

Hier beginnt der kurze saarländische Teil der Mosel, der kurz hinter Nennig endet. Der Radweg verläuft jetzt moselnah auf eigener Trasse. Im Bereich von Wellen wird die Mosel verlassen und der Ort auf der anderen Seite der Bahn umgangen. In Oberbillig gelangt man mit der Fähre hinüber nach Wasserbillig, wo Anschluss an den Sauertal-Radweg ins Sauertal nach Echternach und Vianden und weiter auf Nimstal- und Prümtal-Radweg nach Bitburg und Losheimergraben besteht. Kurz danach erreicht der Radweg Konz, wo die Saar die Mosel erreicht. Hier findet auch der Saar-Radweg Anschluss an den Mosel-Radweg. Trier wird dann nach weiteren ca. 10 km erreicht.
(Länge: 42 km; Perl auf 146 m, Trier auf 139 m Höhe).

### Trier – Neumagen-Dhron
Trier als eine der ältesten Städte Deutschlands ist mit seinen Sehenswürdigkeiten sicher der kulturelle Höhepunkt der Radroute. Hier zweigt auch der Kyll-Radweg Richtung Gerolstein ab. Ab Trier führt die Hauptroute auf der linken Moselseite bis Schweich, um dort auf die rechte Seite nach Longuich zurückzukehren. Die Route führt dann moselnah über Leiwen nach Neumagen-Dhron. Auf der Strecke können die Orte Mehring und Trittenheim auf der linken Moselseite leicht über Brücken erreicht werden. Zum Anschluss an den Ruwer-Hochwald-Radweg muss man bis Trier-Ruwer auf der rechten Moselseite bleiben.
(Länge: 40 km; Trier auf 139 m, Neumagen-Dhron auf 130 m Höhe).

### Neumagen-Dhron – Traben-Trarbach
In Neumagen-Dhron biegt der Nahe-Hunsrück-Mosel-Radweg rechts ab in den Hunsrück und verbindet Mosel und Nahe. Bis Piesport am linken Moselufer werden beide Moselseiten als Hauptroute empfohlen. Danach kehrt die Hauptroute auf die rechte Seite zurück und erreicht, nach Bernkastel-Kues und Zeltingen, Traben-Trarbach. Um den Anschluss an den Maare-Mosel-Radweg zu finden, muss in Mülheim die Mosel überquert werden. Dort muss rechts abgebogen werden und unmittelbar nach der Bachbrücke zweigt der Radweg links ab. Zwischen Mülheim und Wehlen werden wieder beide Moselseiten als Hauptroute empfohlen. Auf der linken Seite führt die Route über den Stadtteil Kues und rechts der Mosel über den Stadtteil Bernkastel der seit 1905 bestehenden Stadt Bernkastel-Kues.
(Länge: 46 km; Neumagen-Dhron auf 130 m, Traben-Trarbach auf 110 m Höhe).

### Traben-Trarbach – Cochem
Von Traben-Trarbach läuft die Hauptroute weiter auf der rechten Moselseite über viele bekannte Weinorte wie Pünderich, bevor sie kurz vor Zell auf das linke Moselufer wechselt. In Alf zweigt die Vulkan-Rad-Route Eifel Richtung Adenau nach links in die Eifel ab. Auf der gegenüberliegenden Moselseite, in Bullay, besteht wieder Anschluss an den Bahnverkehr Richtung Koblenz, nachdem seit Trier keine Bahnstrecke mehr die Mosel begleitet hat. Die Hauptroute läuft dann weiter über viele kleine Orte wie Bremm zur Kreisstadt Cochem, die von der Reichsburg überragt wird.
(Länge: 60 km; Traben-Trarbach auf 110 m, Cochem auf 86 m Höhe).

### Cochem – Koblenz

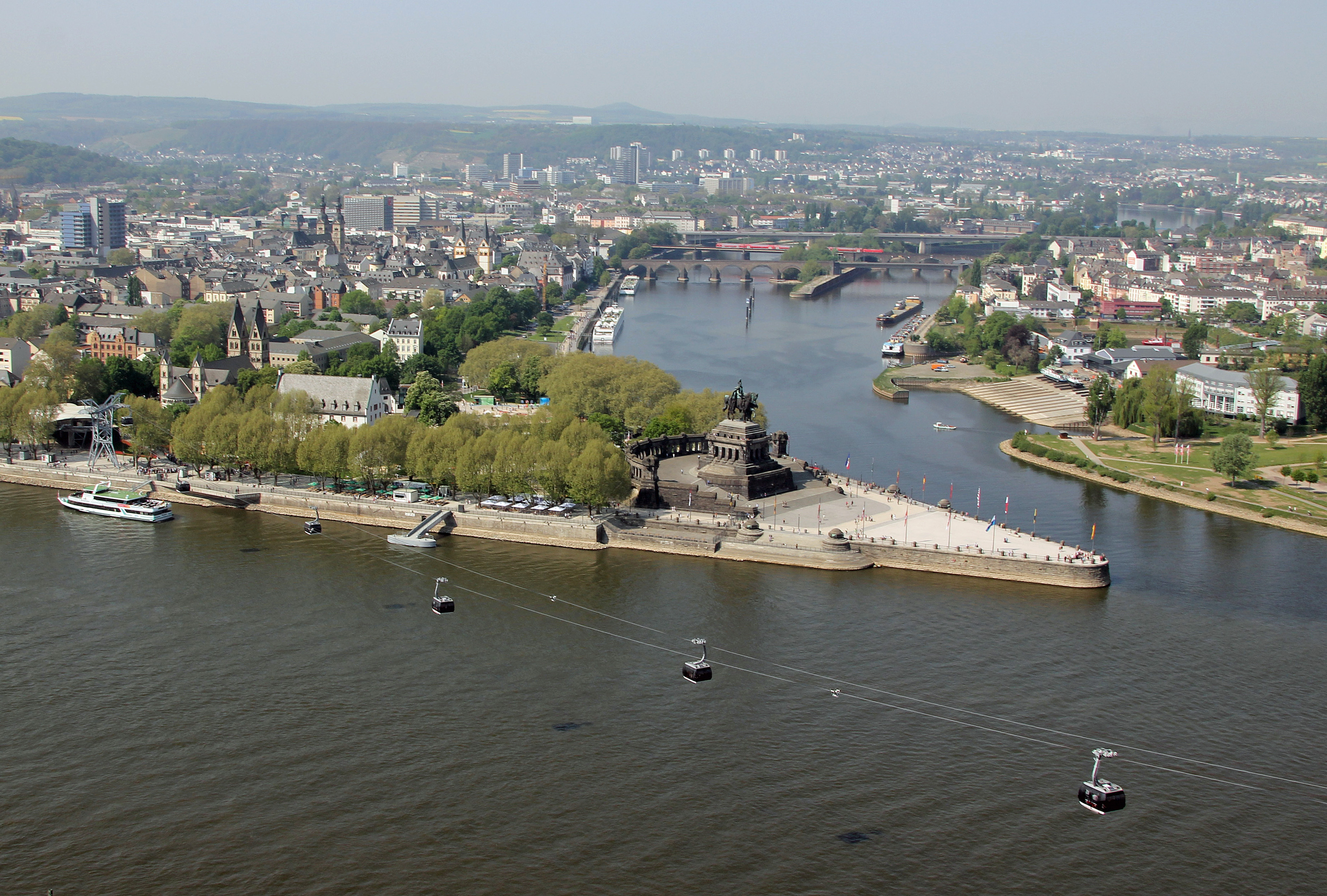
Moselmündung bei Koblenz

Auf dem letzten Abschnitt gibt es eine Reihe von Burgen, zum Teil in Seitentälern gelegen, wie Burg Eltz bei Moselkern, Burg Pyrmont bei Treis-Karden, die Ehrenburg bei Brodenbach, die Burg Thurant oberhalb von Alken und die Koberner Nieder- und Oberburg oberhalb von Kobern-Gondorf. Die Hauptroute führt von Cochem bis Treis-Karden auf der linken Moselseite. Hier wechselt sie auf die rechte Seite, jedoch muss man für den Besuch der Burg Eltz in Moselkern und den Anschluss an den Maifeld-Radweg in Hatzenport auf der linken Seite bleiben. Kurz hinter Treis-Karden zweigt der Hunsrück-Mosel-Radweg zum Schinderhannes-Radweg in den Hunsrück ab.
In Löf wechselt die Hauptroute zurück auf die linke Seite, wo sie bis Koblenz weiterführt. Auf dieser Teilstrecke werden neben anderen die bekannten Weinorte Kobern-Gondorf und Winningen passiert, bevor das Deutsche Eck in Koblenz und damit das Ende des Radweges erreicht ist. In Koblenz besteht die Möglichkeit, auf den Rhein-Radweg oder in nur wenigen Kilometern Entfernung in Lahnstein auf den Lahn-Radweg zu wechseln.
(Länge: 54 km; Cochem auf 86 m, Koblenz auf 63 m Höhe).

## Landschaft und Kultur
Die Mosel entspringt auf 715 m ü. NN in den Vogesen an der Westseite des Col de Bussang. Von hier fließt sie mit erheblichem Gefälle bis Neuves-Maisons. Durch zahlreiche Staustufen schiffbar gemacht, mündet sie am Deutschen Eck in Koblenz in den Rhein. Dabei hat sie durch viele Schleifen im unteren Bereich einen Weg von 544 km zurückzulegen. In Lothringen erstreckt sich der landschaftlich attraktive Teil des Radweges von der Quelle (47° 53′ 22″ N, 6° 53′ 34″ O) bis Épinal. Danach ist die Landschaft am Mosellauf wieder ab der deutschen Grenze bei Perl von erhöhtem Reiz. Von hier zieht sich der Weinbau fast durchgehend bis zur Mündung. Noch niedrig sind die Uferberge von der deutschen Grenze bis Trier, danach werden sie höher und die Mosel mäandert mit ihren typischen Schleifen durch das Weinkulturgebiet bis Briedel. Weinbergterrassen prägen hier das Bild und die Mosel teilt die beiden Mittelgebirge Eifel und Hunsrück. Trier, als eine der ältesten Städte Deutschlands, bietet 2000 Jahre Geschichte mit sehenswerten Bauten aus der Römerzeit. Die Winzerdörfer und Städtchen beiderseits der Mosel bieten viele Sehenswürdigkeiten, wie etwa das Römer-Weinschiff in Neumagen-Dhron, die römischen Kelteranlagen an der Mittelmosel, das mittelalterliche Stadtbild von Bernkastel-Kues, den Jugendstil in Traben-Trarbach oder das moselfränkische Fachwerk in Kröv.
Zwischen Zell und Koblenz säumen eine Reihe von Burgen den Mosellauf, wie die Marienburg im Zeller Land, die Reichsburg in Cochem, über die Burg Eltz auf dem Maifeld bis zur Burg Thurant an der Untermosel bei Kobern-Gondorf. Schließlich durchfließt die Mosel die Stadt Koblenz, um am Deutschen Eck in den Rhein zu münden.

## Sehenswürdigkeiten

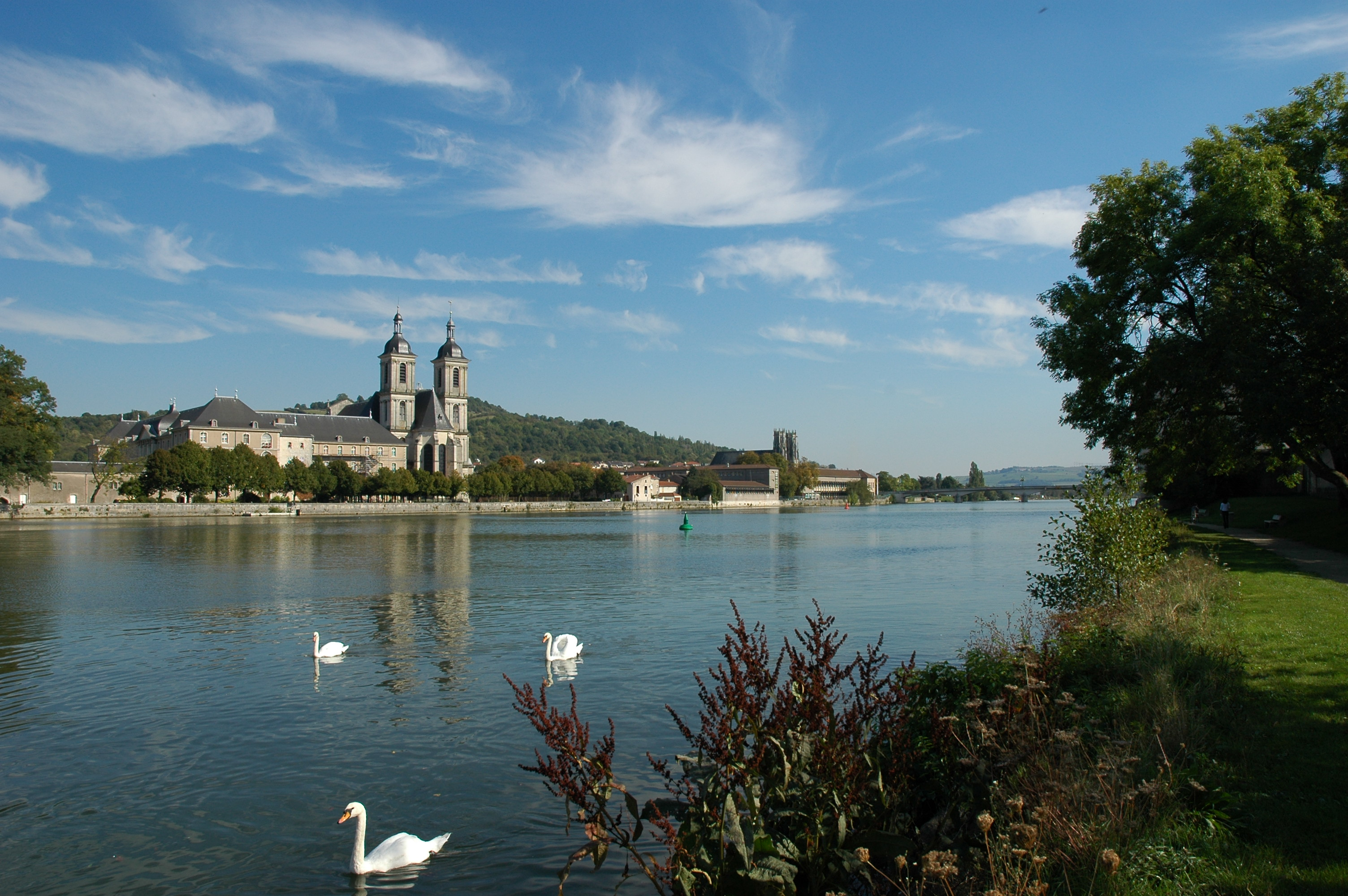
Mosel bei Pont-a-Mousson
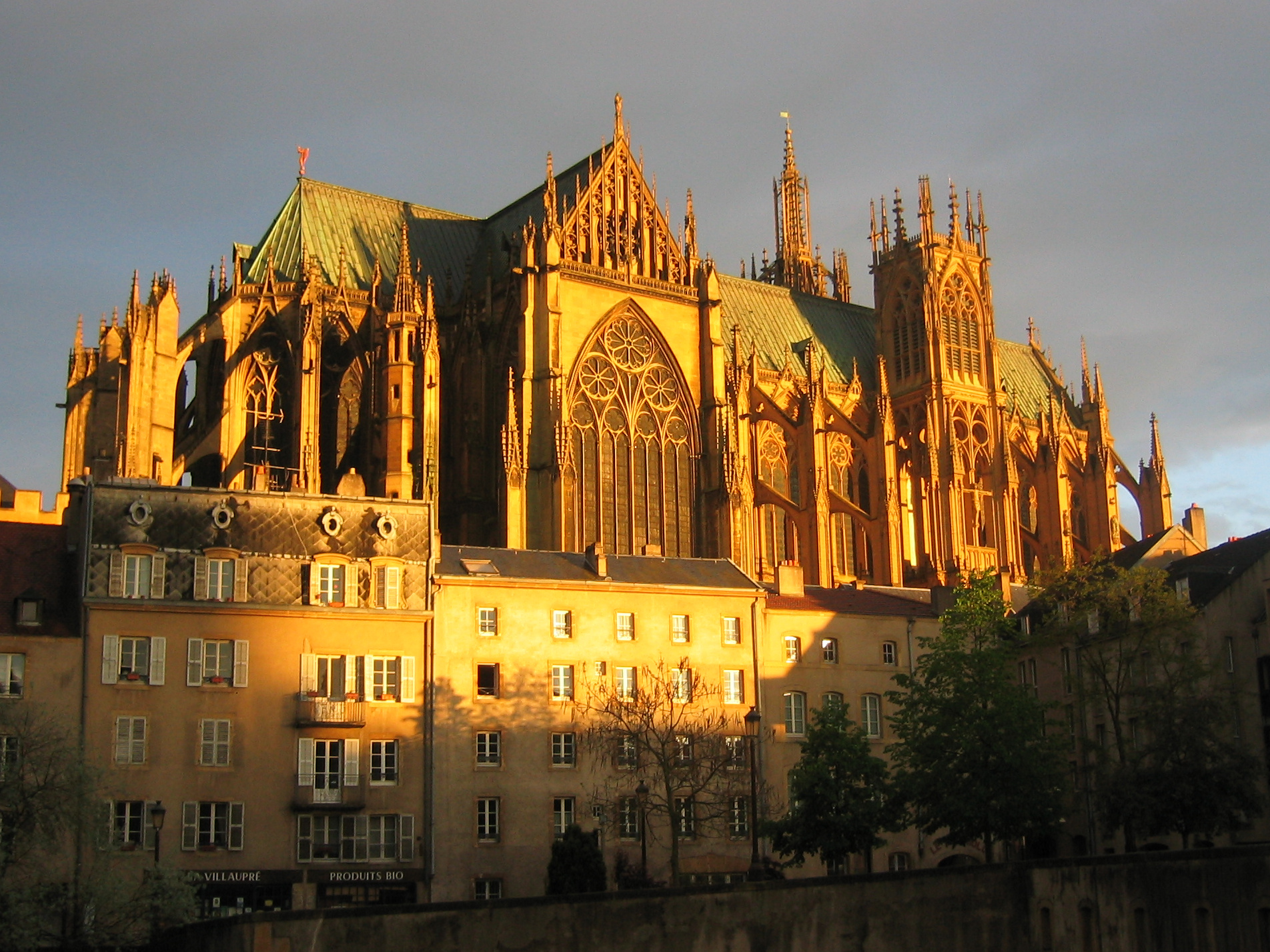
Kathedrale Saint-Étienne in Metz
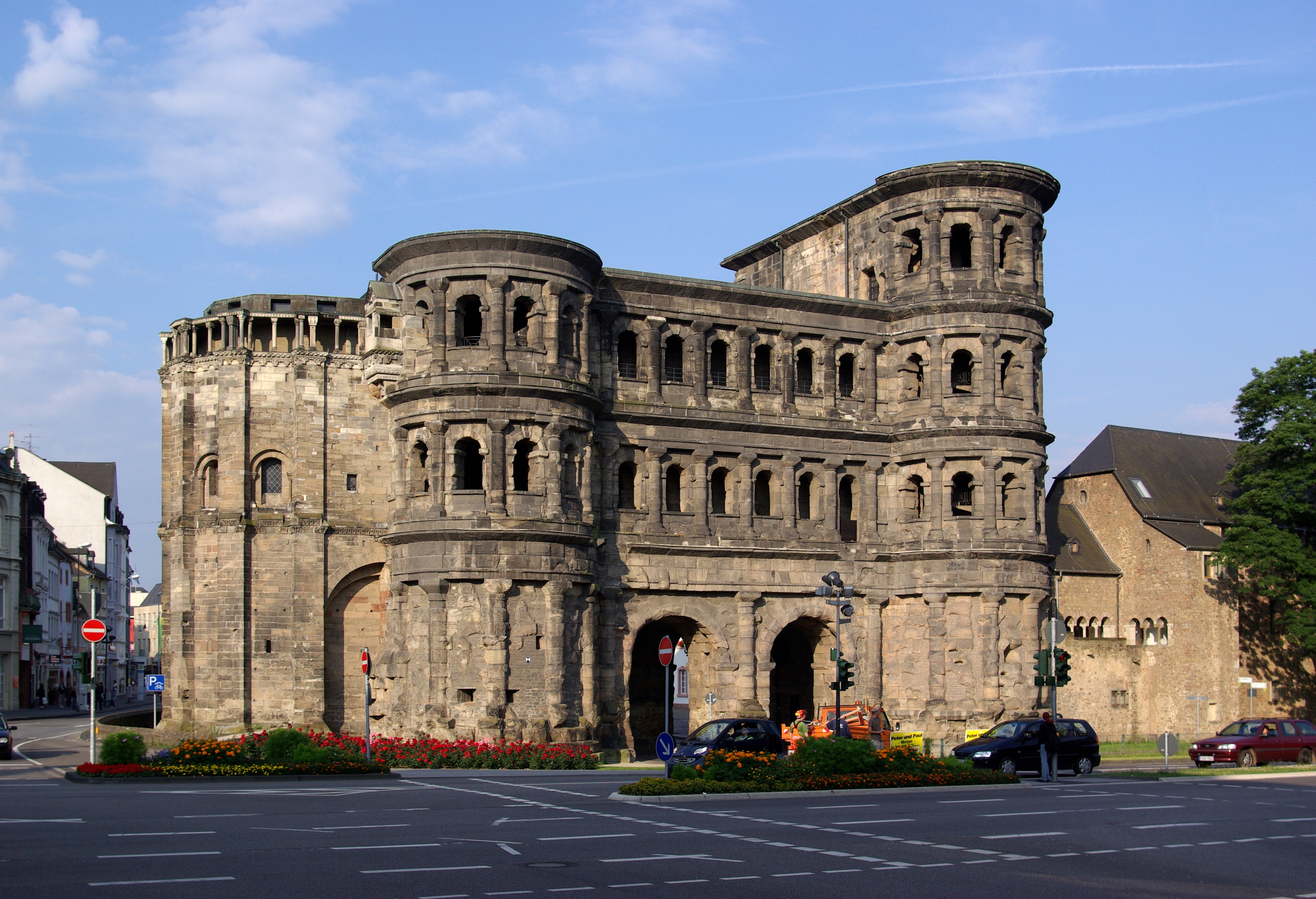
Porta Nigra in Trier
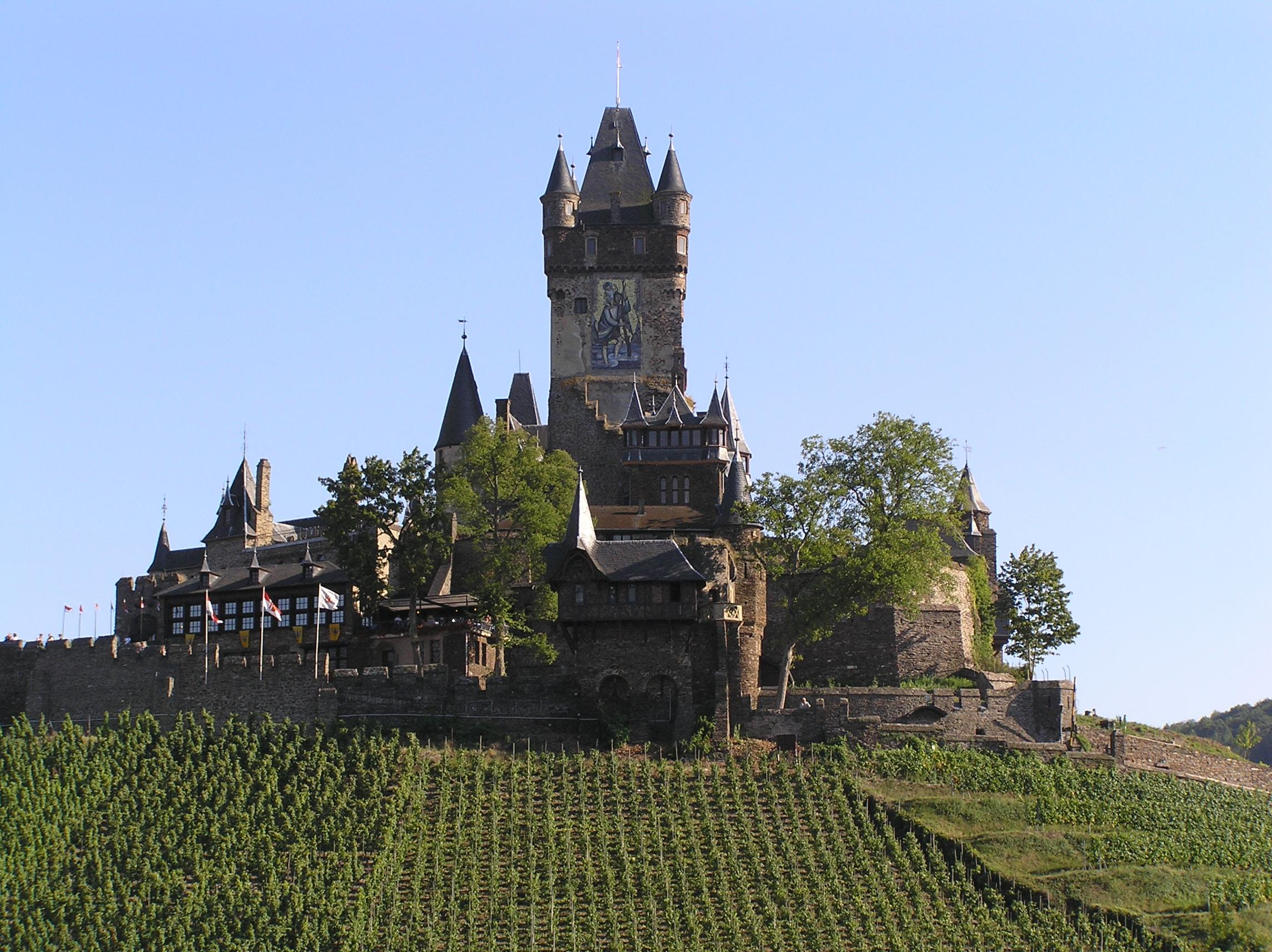
Reichsburg Cochem
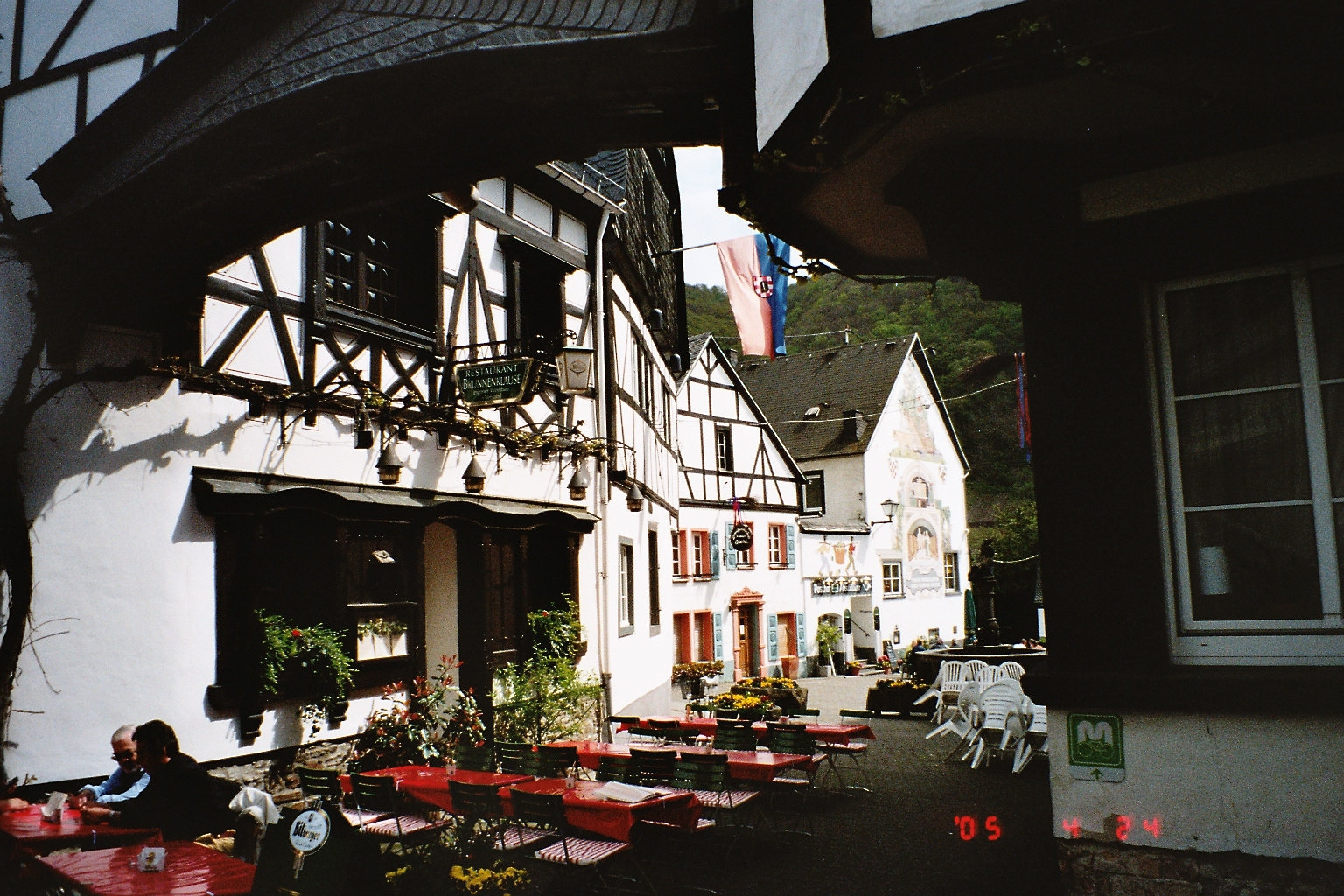
Weindorf Winningen

- Bussang liegt im Regionalen Naturpark Ballons des Vosges.
- In Remiremont mündet der erste größere Nebenfluss, die Moselotte in die Mosel. Es liegt am Rande des Regionalen Naturparks Ballons des Vosges.
- Éloyes in den westlichen Ausläufern der Vogesen gelegen: Eglise de l’Assomption de Notre-Dame (Kirche zur Himmelfahrt Unserer Lieben Frau) mit einem großen Gemälde der Himmelfahrt der Jungfrau Maria; Archäologisches Museum.
- Épinal: Basilika St-Maurice; Burgruine.
- Nancy besitzt eine sehenswerte Altstadt. Die Place Stanislas, die Place de la Carrière, und die Place de l'Hémicycle, eines der bedeutendsten Ensembles aufgeklärt-absolutistischen Städtebaus, wurden 1983 in die Welterbeliste der UNESCO aufgenommen. Die Plätze wurden in der Hauptsache von 1752 bis 1760 von dem Architekten Emmanuel Héré angelegt.
- Pont-à-Mousson: Direkt am Moselufer befindet sich die ehemalige Prämonstratenserabtei. Seit 1964 ist der große Klosterkomplex ein Kulturzentrum und Sitz des Europäischen Zentrums für sakrale Kunst.
- Jouy-aux-Arches: Ein römischer Aquädukt überragt die Häuser des Dorfes und endet kurz vor dem Moselufer.
- Metz bietet eine Reihe von Kirchen, wie die gotische Kathedrale Saint-Étienne de Metz (mit 6500 m² Kirchenfenstern, u. a. von Marc Chagall entworfen), die Saint-Pierre-aux-Nonnains (auch Saint-Pierre-de-la-Citadelle, Sankt Peter auf der Zitadelle in der Rue de la Citadelle), älteste bekannte Basilika Frankreichs aus dem 4. Jahrhundert; und Saint-Maximin (mit Fenster von Jean Cocteau). Im Stadtzentrum gibt es eine Reihe interessanter Plätze wie den Place Saint-Jacques und den Place d'Armes, sowie den historischen Gebäudekomplex aus dem fünfzehnten Jahrhundert, Hôtel de Gargan. Darüber hinaus gibt es noch Reste der alten Stadtbefestigung mit mehreren noch erhaltenen Toren wie dem Porte des Allemands (Deutsches Tor) und dem Porte Serpenoise (Römertor).
(Siehe auch Liste der Monuments historiques in Metz).
- Thionville: Bürgerhäuser und Villen aus der Wilhelminischen Ära sowie aus der Zeit des Fin de Siècle; Feste Obergentringen (Fort de Guentrange), 1899–1906.
- Sierck-les-Bains: Im Ortskern finden sich mehrere Häuser der Spätgotik und Renaissance. Die Burg Sierck über dem Ort mit Türmen und Bastionen des 16. und 17. Jahrhunderts ist als eindrucksvolle Ruine erhalten.
- Der durch das Schengener Abkommen bekannte Ort Schengen hat als Wahrzeichen die Kirche und ein Schloss sowie die Überreste einer Wasserburg aus dem 13. Jahrhundert. Von Schengen aus führt die „Luxemburgische Weinstraße“ entlang der Mosel in nordöstlicher Richtung bis an die Mündung der Sauer bei Wasserbillig. Auf deutscher Seite wird dieses Weinanbaugebiet „Südliche Weinmosel“ genannt, die einen Teil der Weinbauregion Mosel-Saar-Ruwer bildet.
- Konz: Freilichtmuseum Roscheider Hof; Kloster Karthaus: Saarmündung; Skulpturenweg „Steine am Fluss“; Historische Ölmühle im Ortsteil Niedermennig; Konzer Doktorbrunnen; Ruinen der Kaiservilla.
- Trier: Die Stadt wurde vor mehr als 2000 Jahren unter dem Namen Augusta Treverorum (ab der zweiten Hälfte des 3. Jahrhunderts Treveris) gegründet und beansprucht den Titel der ältesten Stadt Deutschlands. Trier beruft sich hierbei auf die längste Geschichte als bereits von den Römern anerkannte Stadt, im Gegensatz zu einer Siedlung oder einem Heerlager. Die Römischen Baudenkmäler in Trier, bestehend aus Amphitheater, Barbarathermen, Kaiserthermen, Konstantinbasilika, Porta Nigra, Römerbrücke, Igeler Säule, Dom sowie die Liebfrauenkirche zählen seit 1986 zum UNESCO-Weltkulturerbe. Eine Auswahl mittelalterlicher Baudenkmäler sind: Trierer Dom St. Peter (ältester Dom Deutschlands), die Liebfrauenkirche und der Hauptmarkt. Aus der Neuzeit stammen unter anderem das Kurfürstliche Palais, das Karl-Marx-Haus, Jugendstilhäuser in der Fleischstraße und Nagelstraße sowie das Schloss Quint (Stadtteil Trier-Quint).
- Schweich: Alter Fährturm; Jüdischer Friedhof; Niederprümer Hof.
- Longuich: Römische Villa Urbana.
- Mehring: Römische Villa Rustica.
- Neumagen-Dhron: Der unter Kaiser Caracalla im Jahre 212 n. Chr. errichtete Leugenstein gibt die Entfernung nach Trier mit 15 gallischen Leugen = 33,3 km an. Er steht direkt an der Pfarrkirche St. Maria Himmelfahrt und war einer der Leugensteine an der römischen Fernstraße von Bingen nach Trier. Die Peterskapelle in der Ortsmitte von Neumagen wurde um 1300 erbaut. Hier befindet sich auch der Abguss eines römischen Weinschiffs.
- Bernkastel-Kues: Der mittelalterliche Marktplatz mit seinen Giebelfachwerkhäusern aus dem 17. Jahrhundert, mit dem aus dem Jahre 1416 stammenden schmalen Spitzhäuschen. Um den St. Michaelsbrunnen von 1606 gruppieren sich eine Reihe gut erhaltener Bauten wie das Renaissance-Rathaus von 1608. Über dem Stadtteil Bernkastel liegt die Burgruine Landshut, eine ehemalige Sommerresidenz der Trierer Erzbischöfe, die 1692 durch ein Feuer zerstört wurde.
- Kröv: Dreigiebelhaus (ehemaliges Rathaus).
- Traben-Trarbach: Ruine der Grevenburg; Festung Mont Royal (1687–1698) (französische Festung unter Ludwig XIV.); Brückentor der Moselbrücke; Mittelmoselmuseum zur Geschichte des Moseltals und der Festung Mont Royal; Stadtturm in Trarbach mit Aussicht über die Dächer von Trarbach.
- Zell: Kloster Marienburg; mehrere Gebäude des ehemaligen Schlosses.
- Alf: Burg Arras.
- Bremm: Der Bremmer Calmont ist die steilste Weinlage Europas, mit einem durch den Deutschen Alpenverein angelegten Klettersteig. Vom ehemaligen Damenstift Kloster Stuben ist nur noch eine Ruine vorhanden.
- Cochem: Altstadt mit historischen Fachwerkhäusern, Marktplatz, Rathaus und Martinsbrunnen. Der ehemalige Bundesbankbunker Cochem zur Notstandswährung während der Zeiten des Kalten Kriegs. Die Reichsburg Cochem sowie die Burgruine Winneburg und die Pestkapelle St. Rochus, genannt Peterskapelle.
- Treis-Karden: Die ehemalige Stiftskirche St. Castor (ursprünglich ein romanischer Bau) gilt als „Moseldom“.
- Moselkern: Das Rathaus von 1535 ist das älteste Rathaus an der Mosel. In unmittelbarer Nähe des Ortes befindet sich die Burg Eltz.
- Alken: Burg Thurant.
- Kobern-Gondorf: Oberhalb des Ortes Kobern liegt auf einem Bergsporn die Oberburg aus dem 12. Jahrhundert, etwas tiefer davon gelegen die Niederburg. In Gondorf befinden sich die Oberburg Gondorf und das Schloss Liebieg.
- Winningen: Das Winzerdorf war mehrfach Gewinner von Dorfverschönerungswettbewerben und rühmt sich, eines der schönsten Dörfer Deutschlands zu sein.
- Koblenz: Die Stadt gehört zu den ältesten Städten Deutschlands und Teile der Stadt gehören zum UNESCO-Welterbe. Sie besitzt eine Reihe von Museen, darunter das Landesmuseum Koblenz auf der Festung Ehrenbreitstein. Neben der genannten Festung gibt es noch eine Anzahl weiterer Burgen und Schlösser (Kurfürstliches Schloss direkt am Rhein, Schloss Stolzenfels, Alte Burg).

## Bahnanbindung
An der Oberen Mosel liegt der Bahnhof Remiremont am nächsten an der Quelle. Von hier, über Epinal und Nancy bis Thionville bedient die SNCF eine Strecke entlang der Mosel. Die Obermoselbahn verbindet Thionville mit Trier. Dadurch besteht an diesem Teil der Mosel die Möglichkeit, ausgewählte Etappen mit dem Zug zurückzulegen. Grenzüberschreitende Personen-Nahverkehrszüge verkehren an Wochenenden im Zwei-Stunden-Takt.
Die Moselstrecke zwischen Trier und Koblenz verlässt hinter Schweich das Moseltal und kehrt in Bullay dorthin zurück, um dem Moseltal dann bis Koblenz zu folgen. Auf der Stichstrecke zwischen Bullay und Traben-Trarbach verkehrt eine Nebenbahn. Zwischen Schweich und Traben-Trarbach besteht also keine Möglichkeit den Zug zu nutzen. Koblenz als Endpunkt der Radroute ist als Station der linken Rheintalstrecke gut in das Streckennetz der Deutschen Bahn integriert. Die Entfernung vom Deutschen Eck, dem Endpunkt des Radwegs bis zum Hauptbahnhof beträgt entlang der Rheinpromenade ca. 2,5 km.

## Anschlussradwege
Anschluss in andere Richtungen bieten
- der Saarland-Radweg bei Perl und bei Remich
- der Sauertal-Radweg bei Wasserbillig
- die 3-Länder Route in Wasserbillig und Trier
- der Saar-Radweg bei Konz
- der Ruwer-Hochwald-Radweg bei Ruwer/Eitelsbach
- der Kyll-Radweg bei Ehrang/Quint
- der Radweg Wittlicher Senke bei Schweich
- der Salm-Radweg bei Klüsserath
- der Nahe-Hunsrück-Mosel-Radweg bei Neumagen-Dhron
- der Maare-Mosel-Radweg bei Lieser
- die Vulkan-Rad-Route Eifel ab Alf
- der Hunsrück-Mosel-Radweg ab Treis-Karden
- der Maifeld-Radweg durch das Schrumpftal ab Hatzenport
- der Rheinradweg in Koblenz

Siehe auch:
- Liste der Radfernwege in Deutschland
- Liste der Radwege in Rheinland-Pfalz